# UTC+14:00

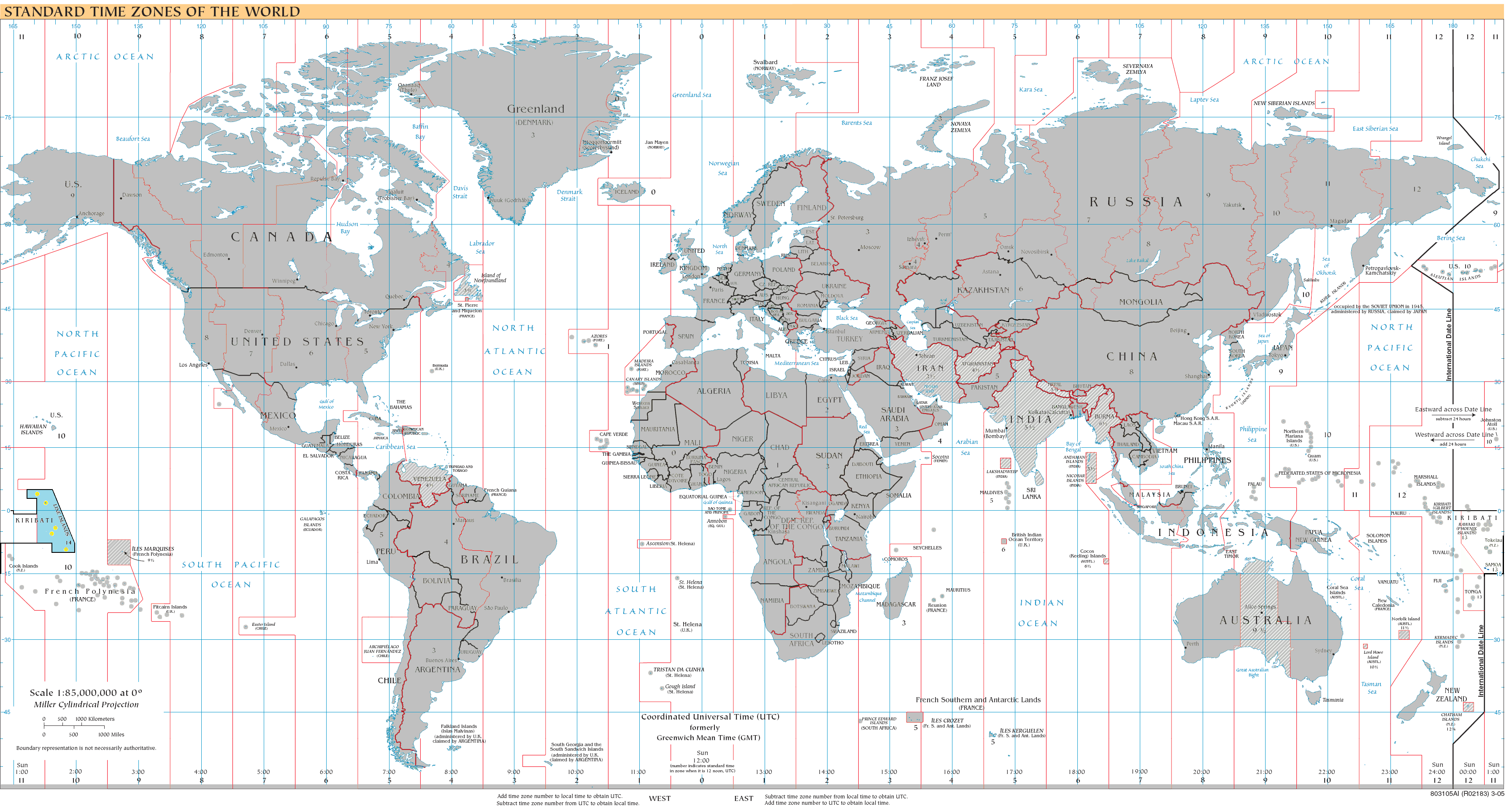
území, kde čas UTC+14 platí celoročně
území, kde čas UTC+14 platí sezónně jako standardní
území, kde čas UTC+14 platí sezónně jako letní
území, kde čas UTC+14 neplatí
mořské plochy spadající do pásma UTC+14
mořské plochy nespadající do pásma UTC+14
Poznámka: Stav k roku 2008

UTC+14:00 je zkratka a identifikátor časového posunu o +14 hodin oproti koordinovanému světovému času. Tato zkratka je všeobecně užívána.
Existují i jiné zápisy se stejným významem:
- UTC+14 — zjednodušený zápis odvozený od základního[1]

Výjimečně lze nalézt o zkratku M† nebo M''.
Zkratka se často chápe ve významu časového pásma s tímto časovým posunem. Tento čas je neobvyklý a jeho řídícím poledníkem je 150° západní délky, který je totožný s řídícím poledníkem pásma UTC−10:00, jež má teoretický rozsah mezi 142°30′ a 157°30′ západní délky. Obě pásma mají totožný čas a dělí je datová hranice, tudíž se mezi sebou liší o jeden den (24:00). V časovém pásmu UTC+14 tak nastává nový den nejdříve na Zemi.

## Jiná pojmenování
| zkratka | česky | anglicky          | poznámka                     | odkaz |
| LINT    | –     | Line Islands Time | viz časová pásma na Kiribati | [ 4 ] |
| WGST    | –     | Tonga Summer Time | neaplikuje se                | [ 5 ] |

## Úředně stanovený čas
Tento čas je používán na následujících územích.

### Celoročně platný čas
- Liniové ostrovy  (Kiribati) — standardní čas[p 1] platný na tomto souostroví[p 3]

## Historie
Poprvé vzniklo pásmo UTC+14 v Sovětském svazu na Čukotce jako Anadyrský letní čas (Anadyr Summer Time – ANAST), když byla v 80. letech obnovena sezónní změna času. Tento stav platil jednu sezónu a poté byl změněn na UTC+13.
Stávající časové pásmo UTC+14 bylo definováno vládou Kiribati 31. prosince 1994. Do té doby platila v tomto ostrovním státě časová pásma UTC+12:00 na Gilbertových ostrovech, UTC−11:00 na Phoenixových ostrovech a UTC−10:00 na Liniových ostrovech. Stát byl tak rozdělen datovou čárou. To působilo potíže úřední komunikaci, protože v celém státě byly jen čtyři společné pracovní dny v týdnu. Revizí časových pásem se datová čára posunula na východ, a tím se veškerá denní doba ve státě přesunula do stejného dne, který je totožný s většinou států Oceánie. Změna podpořila turistický ruch, protože zde nastává nový den nejdříve na Zemi, což na přelomu roku přitahuje turisty.
Tonga zavedla UTC+14 jako letní čas mezi roky 1999 a 2002 a poté v sezóně 2016–17. Hlavním důvodem bylo přilákat turisty na oslavy Nového roku 2000, kdy je na jižní polokouli léto.
29. prosince 2011 posunula Samoa svůj standardní čas z UTC−11:00 na UTC+13:00 a posunula tím mezinárodní datovou hranci. Tím se její samojský letní čas, který byl zaveden o rok dříve, posunul z UTC−10 na UTC+14. Přechody na letní čas byly ukončeny v roce 2021.